# Кошерница (Флорештский район)
Кошерница (рум. Coşerniţa) — село в Флорештском районе Молдавии. Относится к сёлам, не образующим коммуну.

## География
Село Кошерница расположено примерно в 13 км к востоку от города Флорешты. Ближайший населённый пункт — село Черница. В 3 км к юго-востоку от села Кошерница находится железнодорожная станция Ункитешты.
Село расположено на высоте 258 метров над уровнем моря.

## Население
По данным переписи населения 2004 года, в селе Кошерница проживает 1859 человек (892 мужчины, 967 женщин).
Этнический состав села:
| Национальность | Число жителей | Процентный состав |
| -------------- | ------------- | ----------------- |
| молдаване      | 1823          | 98,06             |
| румыны         | 18            | 0,97              |
| русские        | 9             | 0,48              |
| украинцы       | 5             | 0,27              |
| болгары        | 2             | 0,11              |
| поляки         | 1             | 0,05              |
| прочие         | 1             | 0,05              |
| Всего          | 1859          | 100%              |